# Ana D., mujer corrosiva
Ana D., mujer corrosiva  es el segundo capítulo de la primera temporada de la serie de televisión argentina Mujeres asesinas. Este episodio se estrenó el día 26 de julio de 2005.
En el libro de Mujeres asesinas, este capítulo recibe el nombre de "Ana D., mujer corrosiva", al igual que en el capítulo de televisión.
Este episodio fue protagonizado por Juana Viale en el papel de asesina. Coprotagonizado por Antonio Birabent. También, contó con la participación de Victoria Rauch.

## Desarrollo

### Trama
Ana (Juana Viale), una estudiante de medicina, está a punto de recibirse. Ella vive junto a una amiga y compañera de estudio (Victoria Rauch); en una pelea entre ambas Ana impulsivamente golpea un vidrio lo cual le produce una lesión importante en el brazo. Cuando es llevada de urgencia al quirófano, conoce a su médico, Martín (Antonio Birabent). Finalmente él la invita a salir. Frente a la ilusión que él le genera, ella se enamora inmediatamente y sueña tener una relación estable. El problema es que él sólo la quiere para pasar un buen momento, pero nada más, además de que mientras está con ella no duda estar con otras. Ana se da cuenta de la falta de interés que Martín tiene, de que está con otras mujeres y que todo lo que hace por él no es valorado. Es entonces que decide amenazarlo con un frasco de ácido, pero en un segundo de ira se lo tira por todo su cuerpo mientras él dormía. Martín sobrevive pero pierde varias partes de su cuerpo.

### Condena
Ana D. fue condenada a 6 años de prisión. Martín S. nunca volvió a ejercer su profesión de cirujano; quedó ciego, perdió buena parte de sus manos, orejas y lengua, junto a sus órganos genitales. En la actualidad, Ana se recibió y atiende su propio consultorio.

## Elenco
- Juana Viale
- Antonio Birabent
- Victoria Rauch

## Adaptaciones
- Mujeres asesinas (México): Ana, corrosiva - Cecilia Suárez
- Mujeres asesinas (Colombia): Juana, la corrosiva - Martina García
- Mujeres asesinas (Ecuador): Ana, corrosiva  - Luciana Grassi